# Right Now (Rihanna)
Right Now is een nummer van de Barbadiaanse zangeres Rihanna, in samenwerking met de Franse diskjockey David Guetta. Het nummer is afkomstig van Rihanna's zevende studioalbum Unapologetic, dat in 2012 werd uitgebracht. De single werd op 28 mei 2013 uitgebracht als de vierde single van het album in de Verenigde Staten. In andere landen, waaronder het Verenigd Koninkrijk, wordt het nummer als de derde single van het album uitgebracht op 24 juni 2013. Het nummer verkreeg al airplay op verschillende radiostations na de release van het album. Het debuteerde op nummer 50 in de Ultratop 50 op 1 december 2012. Daarentegen kwam het in Nederland veel later in de hitlijsten; het nummer debuteerde op nummer 76 in de Nederlandse Single Top 100 op 25 mei dat jaar erna, en op nummer 31 in de Nederlandse Top 40 op 1 juni.

## Release en productie

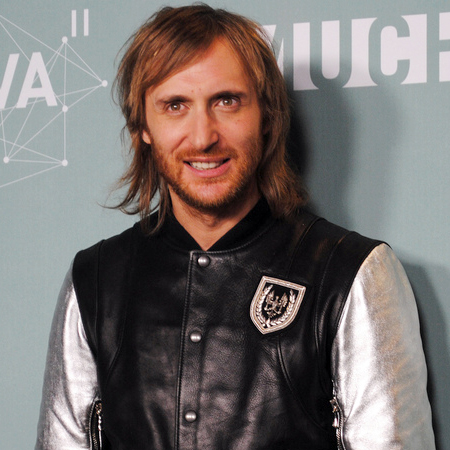
David Guetta werkte samen met Rihanna op Right Now, na eerder in 2010 een bijdrage op Who's that chick? geleverd te hebben.

Rihanna meldde in november 2012 dat Right Now als tweede single van het album uitgebracht zou worden, maar uiteindelijk wordt Right Now als vierde single uitgebracht. Stay werd als tweede single uitgebracht.
Rihanna maakte bekend voor de release van Unapologetic via Twitter dat zij met producer David Guetta zou samenwerken. Guetta werkte naast Right Now ook op de single Presh Out the Runway, een nummer dat ook op Unapologetic staat. Rihanna leverde in 2010 ook al een bijdrage aan Who's That Chick?, een nummer dat afkomstig is van Guetta's studioalbum One More Love uit 2010.
Het nummer is geproduceerd door David Guetta, Stargate, Nicky Romero en Giorgio Tuinfort. Het nummer werd geschreven door Ne-Yo, Guetta, Rihanna, Stargate, The-Dream, Giorgio Tuinfort en Nick Rotteveel.
Het nummer werd gedraaid door Amerikaanse Contemponary hit en rhytmic radio's op 28 mei 2013 in de Verenigde Staten. Het werd als download en cd-single vrijgegeven op 14 en 21 juni in Duitsland. In het Verenigd Koninkrijk werd het nummer als algemeen vrijgegeven op 24 juni. Op 8 juli 2013 wordt het in de Verenigde Staten als download (remixes) uitgebracht.
Het nummer werd opgenomen in Metropolis Studios in het Verenigd Koninkrijk Koninkrijk, en in R Studios in Californië.

## Compositie
Right Now is een elektronisch dance/pop nummer.

## Commercieel ontvangst
Nadat Rihanna in november meldde dat Right Now de tweede single zou worden, behaalde Right Now in verschillende landen de hitlijsten, waaronder in Vlaanderen, waarin het de Ultratop 50 behaalde. Ondanks het feit dat de release uit werd gesteld door tussentijdse releases van Stay en Pour It Up, sloeg het nummer toch aan in hitlijsten en reikte het hoger dan de laatstgenoemde single. Het nummer werd in Australië bekroond met de gouden status, met een verkoopaantal van 35 duizend exemplaren. Het nummer werd al verkozen tot dancesmash door Radio538 toen het in de Nederlandse tipparade op nummer 30 debuteerde op 18 mei 2013. Twee weken daarna debuteerde het op nummer 31 in de Top 40.

## Tracklist
- Cd-single

1. "Right Now" (met David Guetta - 3:01
2. "Pour It Up" (remix met Young Jeezy, Rick Ross, Juicy J en T.I.) - 5:08

## Hitnoteringen
| Hitlijst            | Datum van binnenkomst | Hoogste positie | Aantal weken | Laatste notering |
| ------------------- | --------------------- | --------------- | ------------ | ---------------- |
| Single Top 100      | 25-05-2013            | 54              | 8            | 03-08-2013       |
| Nederlandse Top 40  | 01-06-2013            | 28              | 6            | 06-07-2013       |
| Vlaamse Ultratop 50 | 01-12-2012            | 34              | 4            | 22-06-2013       |
| Waalse Ultratop 50  | 01-12-2012            | 37              | 2            | 15-06-2013       |
| Deense Top 40       | 21-06-2013            | 36              | 5            | 09-08-2013       |
| Franse Top 200      | 01-12-2012            | 31              | 32           | 03-08-2013       |
| Oostenrijkse Top 75 | 30-11-2012            | 25              | 11           | 09-08-2013       |
| UK Singles Chart    | 01-12-2012            | 36              | 6            | 20-07-2013       |
| Billboard Hot 100   | 06-07-2013            | 50              | 9            | 31-08-2013       |
| Zweedse Top 60      | 02-08-2013            | 25              | 12           | 18-10-2013       |

| Hitnotering: 01-06-2013 t/m 06-07-2013 | Hitnotering: 01-06-2013 t/m 06-07-2013 | Hitnotering: 01-06-2013 t/m 06-07-2013 | Hitnotering: 01-06-2013 t/m 06-07-2013 | Hitnotering: 01-06-2013 t/m 06-07-2013 | Hitnotering: 01-06-2013 t/m 06-07-2013 | Hitnotering: 01-06-2013 t/m 06-07-2013 | Hitnotering: 01-06-2013 t/m 06-07-2013 |
| Week:                                  | 1                                      | 2                                      | 3                                      | 4                                      | 5                                      | 6                                      |                                        |
| -------------------------------------- | -------------------------------------- | -------------------------------------- | -------------------------------------- | -------------------------------------- | -------------------------------------- | -------------------------------------- | -------------------------------------- |
| Positie:                               | 31                                     | 31                                     | 28                                     | 30                                     | 29                                     | 34                                     | uit                                    |

| Hitnotering: (week 1 t/m 6) 25-05-2013 t/m 29-06-2013 Hitnotering: (week 7 t/m 8) 27-07-2013 t/m 03-08-2013 | Hitnotering: (week 1 t/m 6) 25-05-2013 t/m 29-06-2013 Hitnotering: (week 7 t/m 8) 27-07-2013 t/m 03-08-2013 | Hitnotering: (week 1 t/m 6) 25-05-2013 t/m 29-06-2013 Hitnotering: (week 7 t/m 8) 27-07-2013 t/m 03-08-2013 | Hitnotering: (week 1 t/m 6) 25-05-2013 t/m 29-06-2013 Hitnotering: (week 7 t/m 8) 27-07-2013 t/m 03-08-2013 | Hitnotering: (week 1 t/m 6) 25-05-2013 t/m 29-06-2013 Hitnotering: (week 7 t/m 8) 27-07-2013 t/m 03-08-2013 | Hitnotering: (week 1 t/m 6) 25-05-2013 t/m 29-06-2013 Hitnotering: (week 7 t/m 8) 27-07-2013 t/m 03-08-2013 | Hitnotering: (week 1 t/m 6) 25-05-2013 t/m 29-06-2013 Hitnotering: (week 7 t/m 8) 27-07-2013 t/m 03-08-2013 | Hitnotering: (week 1 t/m 6) 25-05-2013 t/m 29-06-2013 Hitnotering: (week 7 t/m 8) 27-07-2013 t/m 03-08-2013 | Hitnotering: (week 1 t/m 6) 25-05-2013 t/m 29-06-2013 Hitnotering: (week 7 t/m 8) 27-07-2013 t/m 03-08-2013 | Hitnotering: (week 1 t/m 6) 25-05-2013 t/m 29-06-2013 Hitnotering: (week 7 t/m 8) 27-07-2013 t/m 03-08-2013 | Hitnotering: (week 1 t/m 6) 25-05-2013 t/m 29-06-2013 Hitnotering: (week 7 t/m 8) 27-07-2013 t/m 03-08-2013 | Hitnotering: (week 1 t/m 6) 25-05-2013 t/m 29-06-2013 Hitnotering: (week 7 t/m 8) 27-07-2013 t/m 03-08-2013 |
| Week: | 1 | 2 | 3 | 4 | 5 | 6 | | 7 | 8 | 9 | |
| --- | --- | --- | --- | --- | --- | --- | --- | --- | --- | --- | --- |
| Positie: | 76 | 54 | 64 | 77 | 81 | 89 | uit | 87 | 98 | uit | |

| Hitnotering: week 1 t/m 2: 01-12-2012 t/m 08-12-2012 week 3 t/m 4: 15-06-2013 t/m 22-06-2013 | Hitnotering: week 1 t/m 2: 01-12-2012 t/m 08-12-2012 week 3 t/m 4: 15-06-2013 t/m 22-06-2013 | Hitnotering: week 1 t/m 2: 01-12-2012 t/m 08-12-2012 week 3 t/m 4: 15-06-2013 t/m 22-06-2013 | Hitnotering: week 1 t/m 2: 01-12-2012 t/m 08-12-2012 week 3 t/m 4: 15-06-2013 t/m 22-06-2013 | Hitnotering: week 1 t/m 2: 01-12-2012 t/m 08-12-2012 week 3 t/m 4: 15-06-2013 t/m 22-06-2013 | Hitnotering: week 1 t/m 2: 01-12-2012 t/m 08-12-2012 week 3 t/m 4: 15-06-2013 t/m 22-06-2013 | Hitnotering: week 1 t/m 2: 01-12-2012 t/m 08-12-2012 week 3 t/m 4: 15-06-2013 t/m 22-06-2013 | Hitnotering: week 1 t/m 2: 01-12-2012 t/m 08-12-2012 week 3 t/m 4: 15-06-2013 t/m 22-06-2013 |
| Week:                                                                                        | 1                                                                                            | 2                                                                                            |                                                                                              | 3                                                                                            | 4                                                                                            |                                                                                              |                                                                                              |
| -------------------------------------------------------------------------------------------- | -------------------------------------------------------------------------------------------- | -------------------------------------------------------------------------------------------- | -------------------------------------------------------------------------------------------- | -------------------------------------------------------------------------------------------- | -------------------------------------------------------------------------------------------- | -------------------------------------------------------------------------------------------- | -------------------------------------------------------------------------------------------- |
| Positie:                                                                                     | 50                                                                                           | 46                                                                                           | uit                                                                                          | 34                                                                                           | 43                                                                                           | uit                                                                                          |                                                                                              |

## Uitgaven
| Land                | Datum        | Editie                 | Label                 |
| ------------------- | ------------ | ---------------------- | --------------------- |
| Verenigde Staten    | 28 mei 2013  | contemporary hit radio | Def Jam Recordings    |
| Verenigde Staten    | 4 juni 2013  | rhythmic radio         | Def Jam Recordings    |
| Verenigd Koninkrijk | 12 juni 2013 | mainstream radio       | Mercury Records       |
| Duitsland           | 21 juni 2013 | cd-single              | Universal Music Group |
| Verenigd Koninkrijk | 8 juli 2013  | download (remixes)     | Mercury Records       |

## Medewerkers
- Hoofdvocalen – Rihanna
- Samenwerking – David Guetta
- Songwriting – Terius Nash, Robyn Fenty, David Guetta, Mikkel S. Eriksen, Tor Erik Hermansen, Shaffer Smith, Giorgio Tuinfort, Nick Rotteveel
- Productie – David Guetta, StarGate, Nicky Romero, Giorgio Tuinfort
- Opnametechnicus – Paul Norris, Aamir Yaqub

- Assistent stemtechnicus – Xavier Stephenson
- Stemproductie – Kuk Harrell
- Stemopname – Kuk Harrell, Marcos Tovar
- Mixage – Nicky Romero, Manny Marroquin
- Alle instrumenten en programmering – David Guetta, StarGate, Nicky Romero, Giorgio Tuinfort